# Hirekumbi, Parasgad
Hirekumbi là một làng thuộc tehsil Parasgad, huyện Belgaum, bang Karnataka, Ấn Độ.